# 德累斯頓 (紐約州華盛頓縣)
德累斯頓（英語：Dresden）是一個位於美國紐約州華盛頓縣的鎮。

## 人口
根據2020年美國人口普查的數據，德累斯頓的面積為142.50平方千米，當中陸地面積為138.30平方千米，而水域面積為4.20平方千米。當地共有人口537人，而人口密度為每平方千米4人。